# Luca Boschi
Luca Boschi (Piacenza, 29 de diciembre de 1972) es un político sanmarinés y uno de los Capitanes Regentes, que sirvió junto a Mariella Mularoni desde el 1 de octubre de 2019 hasta el 1 de abril de 2020.
Boschi nació en Italia y creció en Milán. Después de graduarse en Marketing Internacional de Negocios en la Universidad de Cardiff, regresó a San Marino y trabajó como freelance en el sector privado. Se unió al partido político Cívico 10 y se desempeña como miembro del Gran Consejo General desde diciembre de 2016.